# Kyphopteryx pamirica
Kyphopteryx pamirica är en bäcksländeart som beskrevs av Zhiltzova 1972. Kyphopteryx pamirica ingår i släktet Kyphopteryx och familjen vingbandbäcksländor. Inga underarter finns listade i Catalogue of Life.